# Amateur de Troyes
Amateur de Troyes ou saint Amateur évêque de Troyes (appelé aussi Amadour), mort vers 340 est le premier évêque de Troyes à l’époque de Constant Ier. Le bréviaire troyen fait mention de ce saint le Ier jour de mai.

## Biographie
Si son nom est connu, la date de fondation de l'évêché est inconnue. Elle est probablement postérieure à la promulgation de l'édit de Milan en 313 par l'empereur romain Constantin Ier. Selon Jean Charles Courtalon-Delaistre, Conflantin, métropolitain de Sens a invité le clergé et les citoyens de Troyes à s'élire un évêque qu'il consacra lui-même.